# العلاقات الغرينادية القرغيزستانية
العلاقات الغرينادية القيرغيزستانية هي العلاقات الثنائية التي تجمع بين غرينادا وقيرغيزستان.

## مقارنة بين البلدين
هذه مقارنة عامة ومرجعية للدولتين:
| وجه المقارنة                                              | غرينادا                                | قيرغيزستان                      |
| --------------------------------------------------------- | -------------------------------------- | ------------------------------- |
| المساحة (كم2)                                             | 348                                    | 199.95 ألف                      |
| عدد السكان (نسمة)                                         | 107.83 ألف                             | 6.20 مليون                      |
| الكثافة السكانية (ن./كم²)                                 | 30.99 ألف                              | 31.01                           |
| العاصمة                                                   | سانت جورجز                             | بيشكك                           |
| اللغة الرسمية                                             | لغة إنجليزية، إنكليزية غرنادة المولدة ‏ | اللغة الروسية، اللغة القيرغيزية |
| العملة                                                    | دولار شرق الكاريبي                     | سوم قيرغيزستاني                 |
| الناتج المحلي الإجمالي (بليون دولار)                      | 1.12 مليار                             | 7.56 مليار                      |
| الناتج المحلي الإجمالي (تعادل القوة الشرائية) بليون دولار | 1.45 مليار                             | 20.45 مليار                     |
| الناتج المحلي الإجمالي الاسمي للفرد دولار أمريكي          | 9.21 ألف                               | 1.10 ألف                        |
| الناتج المحلي الإجمالي للفرد دولار أمريكي                 | 12.43 ألف                              |                                 |
| مؤشر التنمية البشرية                                      | 0.750                                  | 0.655                           |
| رمز المكالمات الدولي                                      | +1473                                  | +996                            |
| رمز الإنترنت                                              | .gd                                    | .kg                             |
| المنطقة الزمنية                                           | 00                                     | ت ع م+06:00                     |

## منظمات دولية مشتركة
يشترك البلدان في عضوية مجموعة من المنظمات الدولية، منها:
| علم المنظمة | اسم المنظمة                        | تاريخ انضمام غرينادا | تاريخ انضمام قيرغيزستان |
| ----------- | ---------------------------------- | -------------------- | ----------------------- |
|             | الاتحاد البريدي العالمي            | ?                    | ?                       |
|             | يونسكو                             | 17 فبراير 1975       | 2 يونيو 1992            |
|             | البنك الدولي للإنشاء والتعمير      | 27 أغسطس 1975        | 18 سبتمبر 1992          |
|             | منظمة التجارة العالمية             | ?                    | ?                       |
|             | وكالة ضمان الاستثمار متعدد الأطراف | 12 أبريل 1988        | 21 سبتمبر 1993          |
|             | الاتحاد الدولي للاتصالات           | 17 نوفمبر 1981       | 20 يناير 1994           |
|             | منظمة الشرطة الجنائية الدولية      | ?                    | ?                       |
|             | مؤسسة التمويل الدولية              | 28 أغسطس 1975        | 11 فبراير 1993          |
|             | الأمم المتحدة                      | 17 سبتمبر 1974       | 2 مارس 1992             |
|             | مؤسسة التنمية الدولية              | 28 أغسطس 1975        | 24 سبتمبر 1992          |
|             | منظمة حظر الأسلحة الكيميائية       | ?                    | ?                       |